# اوستروبوتنیای مرکزی
اوستروبوتنیای مرکزی (فنلاندی: Keski-Pohjanmaa; سوئدی: Mellersta Österbotten) یکی از منطقه‌های فنلاند است که هم‌مرز با منطقه‌های اوستروبوتنیا، اوستروبوتنیای شمالی، فنلاند مرکزی و اوستروبوتنیای جنوبی است.